# جيمس مارب
جيمس مارب (بالإنجليزية: James Marape)‏ (24 أبريل 1971 - ) سياسي من بابوا غينيا الجديدة. يشغل منصب رئيس وزراء بابوا غينيا الجديدة منذ مايو 2019. هو عضو في البرلمان الوطني لبابوا غينيا الجديدة منذ يوليو 2007، يمثل ناخبي تاري بوري المفتوحة في مقاطعة هيلا في المرتفعات.
في 30 مايو 2019، تم ترشيحه وانتخابه وأداء اليمين كرئيس للوزراء الثامن لبابوا غينيا الجديدة من قبل البرلمان الوطني.